# Thelypteris andina
Thelypteris andina är en kärrbräkenväxtart som först beskrevs av Conrad Vernon Morton, och fick sitt nu gällande namn av Conrad Vernon Morton. Thelypteris andina ingår i släktet Thelypteris och familjen Thelypteridaceae. Inga underarter finns listade.